# Verwaltungsgemeinschaft Bad Kösen
Die Verwaltungsgemeinschaft Bad Kösen war eine Verwaltungsgemeinschaft im Burgenlandkreis im Süden des Bundeslandes Sachsen-Anhalt. Ihr gehörten neben dem Verwaltungssitz Bad Kösen zuletzt die Gemeinden Abtlöbnitz, Crölpa-Löbschütz, Janisroda, Leislau und Prießnitz an.
Die Verwaltungsgemeinschaft hatte 6850 Einwohner (31. Dez. 2006) auf einer Fläche von 65,57 km². Der letzte Leiter der Verwaltungsgemeinschaft war Christoph Emus.
Nach Beschluss des Landesverwaltungsamts von Sachsen-Anhalt im Oktober 2006 sollte die Verwaltungsgemeinschaft am 31. Dezember 2006 offiziell aufgelöst werden. Lediglich die Mitgliedsgemeinden Taugwitz und Möllern wechselten zur Verwaltungsgemeinschaft An der Finne. Alle anderen Gemeinden sollten in die östlich gelegene Verwaltungsgemeinschaft Wethautal (Sitz Osterfeld) übergehen. Die VG Wethautal klagte gegen die Zuordnung.
Das Oberverwaltungsgericht des Landes Sachsen-Anhalt setzte in einem Eilverfahren am 29. Dezember 2006 die Eingliederung von Abtlöbnitz, Crölpa-Löbschütz, Janisroda, Leislau, Prießnitz und Bad Kösen in die Verwaltungsgemeinschaft Wethautal aus. Die Verwaltungsgemeinschaft Bad Kösen blieb im Jahr 2007 bis auf weiteres mit sechs Mitgliedsgemeinden bestehen.
In seinem abschließenden Urteilsspruch entschied das Oberwaltungsgericht am 11. Dezember 2007, dass die im Oktober 2006 verfügte Zuordnung der VG Bad Kösen zur VG Wethautal für die fünf restlichen Landgemeinden zulässig ist, jedoch nicht aber für Bad Kösen selbst.
Somit erfolgte die Auflösung der Verbandsgemeinde Bad Kösen mit Ablauf des 31. Dezembers 2007.
Die Kurstadt Bad Kösen wurde ab 2008 Einheitsgemeinde. Ihre Einwohnerzahl erreichte jedoch den in Sachsen-Anhalt gültigen Schwellenwert für eine weitere kommunale Eigenständigkeit nicht.
Am 1. Januar 2010 wurden Bad Kösen, Janisroda, Prießnitz und Crölpa-Löbschütz in die Stadt Naumburg (Saale) eingemeindet. Zum gleichen Tag traten die Gemeinden Abtlöbnitz und Leislau der Gemeinde Molauer Land in der Verbandsgemeinde Wethautal bei.